# Louise Antony
Louise Antony (* in Massachusetts) ist eine US-amerikanische Philosophin und emeritierte Professorin der University of Massachusetts Amherst. 2011 war sie Präsidentin der Society for Philosophy and Psychology. 2015/16 amtierte sie als Präsidentin der American Philosophical Association (APA), Division Eastern.

## Leben
Nach ihrem Highschool-Abschluss 1971 in Sheffield (Massachusetts) studierte Antony Philosophie an der Syracuse University und der University of London. 1975 machte sie den Bachelor-Abschluss in Syracuse, 1982 wurde sie an der Harvard University zur Ph.D. promoviert. Bevor sie 2006 als Professorin an die University of Massachusetts Amherst kam, war sie an der Ohio State University, der University of North Carolina at Chapel Hill, der North Carolina State University, dem Bates College, der Boston University und der University of Illinois at Urbana-Champaign angestellt gewesen. Ihre Forschungsinteressen umfassen Philosophie des Geistes, Erkenntnistheorie, feministische Theorie und Sprachphilosophie.
In jüngster Zeit befasste sich Antony mit Religionsphilosophie und gab eine Sammlung persönlicher Reflexionen atheistischer Philosophen heraus (Philosophers Without Gods. Meditations on Atheism and the Secular Life, 2007.)

## Schriften (Auswahl)

### Herausgeberschaften
- Philosophers without gods. Meditations on Atheism and the secular life. Oxford University Press, Oxford/New York 2007, ISBN 978-0-19-517307-9.
- Mit Norbert Hornstein: Chomsky and his critics. Blackwell Pub., Malden (Mass.) 2003, ISBN 0-631-20020-7.
- Mit Charlotte E. Witt: A mind of one's own. Feminist essays on reason and objectivity. 2. Auflage, Westview Press, Boulder (Colorado) 2002, ISBN 0-8133-6607-0 (Erste Auflage 1993, ISBN 0-8133-7937-7).

### E-Book
- Only natural. Gender, knowledge, and humankind.  Oxford University Press, New York 2022, ISBN 978-0-19-093439-2.